# Identikit

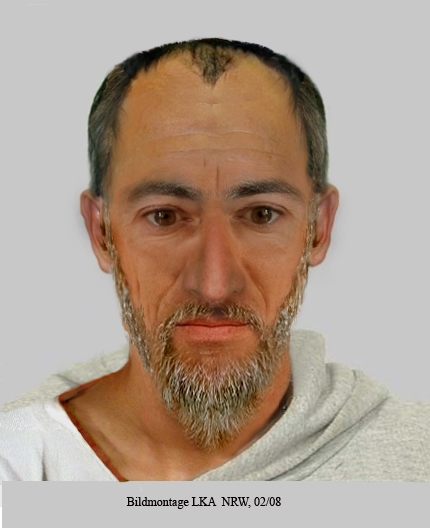
Identikit sv. Pavla pořízený německými policisty na základě historických pramenů

Identikit je pokus o sestavení portrétu hledané osoby na základě výpovědí svědků, používaný v kriminalistické praxi. Podoba obličeje se postupně skládá z jednotlivých segmentů (nos, oči apod.), které svědek vybírá z nabídky standardních vzorů, dokud celkový obraz neodpovídá tomu, jak si dotyčného zapamatoval. Původně se tvorbou identikitu zabývali kreslíři, později je nahradily speciální počítačové programy. Identikity používají policisté při vyšetřování, případně se prostřednictvím masmédií obracejí na veřejnost se žádostí o identifikaci dotyčné osoby. Jako první použil tuto metodu koncem padesátých let detektiv z Los Angeles Hugh C. McDonald.